# Lepidosaphes froggatti
Lepidosaphes froggatti är en insektsart som beskrevs av Robert Malcolm Laing 1929. Lepidosaphes froggatti ingår i släktet Lepidosaphes och familjen pansarsköldlöss. Inga underarter finns listade i Catalogue of Life.